# ورو بن سعيد
وَرُّو بن سعيد، هو ثاني أمراء طرابلس من بنو خزرون و والي نفزاوة، خسر طرابلس ثم حاول استرجاعها مرتين و فشل، ثم مات مبايعا للزيريين.

## السيرة
كان ورو قد رافق أباه سعيد بن خزرون إلى آشير عندما قرر مغادرة المغرب، و بعد وفاة أخيه فلفل أمير طرابلس سنة 400هـ / 1009، تسلم ورو من بعده دولة بني خزرون بدعم من زناتة، لكن لم يدم حكمه طويلا، فقد جاء باديس بن المنصور والي إفريقية بجيش كبير لاسترجاع طرابلس، و وصل يوم 7 شعبان 400هـ / 26 مارس 1010 فأرسل فلفل يطلب العفو و الأمان، فقبل باديس و عين ورو على نفزاوة الذي جمع رجاله و رحل إلى هناك.
لكن لم يدم الحال طويلا، فقد خرج ورو من نفزاوة و لجأ إلى جبل نفوسة و تحالف مع قبيلة آية دمر ضد بنو زيري، ثم زحف مع جنوده الزناتيين إلى طرابلس و اشتبك مع والي طرابلس محمد بن حسن، فانهزم ورو و فر من المعركة. و في سنة 403هـ / 1012 هاجم ورو طرابلس من جديد و حاصرها، فأمر باديس، النعيم بن كنون و خزرون بن سعيد بن خزرون، بأن يهاجما ورو و التقى الجمعان في عبرة (بين طرابلس و قابس) و بدل أن يتقاتلا انضم الزناتيون إلى ورو و في سنة 404هـ / 1013 انضم خزرون إلى جيش أخيه. بعد ذلك تقدم ورو و خزرون حاصرا طربلس لكن واليها دافع عنها، و انهزم ورو و استسلم أخيرا و بايع باديس سنة 405هـ / 1014، و بعد ذلك مات ورو في شوال 406هـ / مارس 1016.